# حزم مايكروسوفت للترفيه
حزم مايكروسوفت للترفيه عبارة عن مجموعة من ألعاب الكمبيوتر ذات 16 بت لنظام مايكروسوفت ويندوز. تم إصدار أربع حزم ترفيهية بين عامي 1990 و1992. كانت هذه الألعاب غير معروفة إلى حد ما في ذلك الوقت، من حيث أنها لن تعمل على إم إس-دوس. في عام 1994، تم إصدار مجموعة من حزم الترفيه الأربعة السابقة بعنوان الأفضل في حزم مايكروسوفت للترفية. تم إصدار نسخة غيم بوي كولرفي عام 2000.
أعلنت مايكروسوفت عن حزم الترفيه للألعاب غير معروفة على أجهزة الكمبيوتر المكتبية. كان على صناديق الحزم شعارات مثل «لا مزيد من استراحات القهوة المملة» و«بضع دقائق فقط بين الاجتماعات؟ شارك في لعبة Klotski السريعة». نجح التسويق. وصف عالم ألعاب الكمبيوتر في عام 1992 السلسلة بأنها «رائدة الألعاب الخفيفة»، حيث بيعت أكثر من 500000 نسخة.
تم تجميع كانسة الألغام من الحزمة 1 لاحقًا مع ويندوز 3.1 إكس، وتم تضمين FreeCell (الخلية الحرة)و WinChess(اربح الشطرنج) وTaipei(تايباي) في نظام التشغيل ويندوز 95. وكلاهما من تأليف ديفيد نوريس، تلقا طلب إعادة صنع في ويندوز فيستا، تسمى Chess Titans (عمالقة الشطرنج)و Mahjong Titans(عمالقة ماجونغ)، على التوالي. تم استبدال Mahjong Titans بـ Microsoft Mahjong في ويندوز 8. تتضمن مجموعة مايكروسوفت سوليتير أيضًا إصدارات من Tut's Tomb(ضريح توت) وTriPeaks (تريبكس).

## قائمة الألعاب

### مايكروسوفت للترفيه الحزمة1
- Cruel (لعبة ورق)
- الجولف (لعبة ورق) [lower-alpha 1]
- كانسة الألغام، بقلم ديفيد باور [lower-alpha 2]
- Pegged (شكل من أشكال Peg solitaire (احجية)، كتبها مايك بلايلوك
- تايبيه (التي عُرفت لاحقًا باسم عمالقة ماجونغ ومايكروسوفت ماجونغ) [lower-alpha 1] [lower-alpha 2]
- تتريس (إصدار ويندوز) [lower-alpha 1]
- TicTactics (متغير لعبة إكس-أو)
- IdleWild (برنامج شاشة توقف)، بقلم براد كريستيان

### مايكروسوفت للترفيه الحزمة2
- الخلية الحرة (لعبة ورق) [ا] [ب]
- جيجساويد (أحجية الصور المقطوعة)
- حلم الأنبوب (من شركة لوكاس آرتز)، بقلم إريك جيسير [ا]
- سباق راتلر
- انتقام القوارض [ا]
- Stones، تم تطويرها بواسطة مايكل سي ميللر
- Tut's Tomb ضريح توت (لعبة ورق) [ا]
- IdleWild (برنامج شاشة توقف) - 8 شاشات توقف جديدة لهذه الحزمة

### مايكروسوفت للترفيه الحزمة3
- فوجي جولف (لعبة جولف)
- كلوتسكي
- Life Genesis (استنادًا إلى لعبة الحياة في Conway، مع وضع لاعبين مضافين)
- سكي فري، بقلم كريس بيري [lower-alpha 1]
- TetraVex [lower-alpha 1]
- TriPeaks (لعبة ورق) [lower-alpha 1]
- WordZap (لعبة كلمة)
- IdleWild (برنامج شاشة توقف) - 8 شاشات توقف جديدة لهذه الحزمة

### مايكروسوفت للترفيه الحزمة4
- شطرنج
- تحدي تشيب، من تأليف تشاك سومرفيل [lower-alpha 1]
- دكتور بلاك جاك، لعبة ورق تم إنشاؤها بواسطة مايك بلايلوك، بناءً على لعبة بلاك جاك [lower-alpha 1]
- Go Figure! (إذهب واستنتج!)
- JezzBall [lower-alpha 1]
- Maxwell's Maniac(مهووس ماكسويل)
- Tic Tac Drop(اسقاط تيك تاك)، شكل من أشكال الأربعة تربح بألواح رباعية الشكل ومثلثة وشكل زائد ونمط فوز قابل للتخصيص وعدد الصفوف والأعمدة

### الأفضل في حزم مايكروسوفت للترفية
الأفضل في حزم مايكروسوفت للترفية عبارة عن مجموعة من 13 لعبة من حزم الترفيه السابقة. تم إصدار نسخة غيم بوي كولرفي يونيو 2001 في أمريكا الشمالية وأغسطس 2001 في أوروبا. تم تطويرها بواسطة سافار (شركة) وتم نشره بواسطة Classified Games في أمريكا الشمالية وكراي إنتراكتيف في أوروبا.
| ويندوز - Tetris(تتريس) - FreeCell(فري سيل) - Pipe Dream(بايب دريم) - Chip's Challenge(تشيب تشلنج) - Taipei(تايباي) - Tut's Tomb(توت تامب) - Rodent's Revenge(رودنت ريفانج) - TriPeaks(تري بيكس) - Golf(قولف) - SkiFree(سكي فري) - JezzBall(جيزباال - Dr. Black Jack(د.بلاك جاك) - TetraVex(تترا فيكس) | غيم بوي كولر - Tut's Tomb(توت تامب) - TriPeaks(تري بيكس) - FreeCell(فري سيل) - TicTactics(تيك تاكتيكس) - Minesweeper(ماين سويبر) - Life Genesis(لايف جينسس) - SkiFree(سكي فري) |

## تطوير
تم تصميم حزم مايكروسوفت للترفية من قبل فريق "Entry Business" في الشركة، والذي كانت وظيفته جعل ويندوز أكثر جاذبية للأجهزة الشخصية والشركات الصغيرة. قال بروس رايان، مدير منتجات مايكروسوفت السابق، إن الشركة فعلت ذلك لأنها «كانت قلقة من أن متطلبات الأجهزة العالية لنظام التشغيل تعني أن الناس سوف يرونها فقط كأداة للمؤسسات الكبيرة». كاد المشروع ان «لا توجد له ميزانية تقريبًا»، ولم يشارك أي من ناشري ألعاب الفيديو الكبار لأنهم شككوا في شرعية ويندوز كمنصة ألعاب؛ لذلك قام بروس رايان بتجميع سلسلة من الألعاب التي كان موظفو ويندوز يعملون عليها في أوقات فراغهم. وفقًا لمطور Microsoft FreeCell جيم هورن، لم تكن الحزم محمية ضد النسخ لذا يمكن للعملاء من توزيع نسخ على الأصدقاء، لتشجيع استخدام ويندوز للألعاب. كدفعة، تلقى كل مؤلف عشرة أسهم من أسهم مايكروسوفت.
في معظم أوائل التسعينيات، تم شحن Gamesampler(قيم امبلر)، وهي مجموعة فرعية من حزم مايكروسوفت للترفية صغيرة بما يكفي لتناسب قرص واحد عالي الكثافة، ك قرص مرن 11 قرص مجاني مضافًا إلى عشرة حزم من أقراص Verbatim الفارغة مقاس 3.5 بوصة. تضمنت الألعاب على الجهاز Jezzball وRodent's Revenge وTetris وسكي فري. كان قرص «الأفضل» في العديد من الألعاب متاحًا أيضًا في بعض الأحيان كإضافة بريدية من حبوب كلوقز.
يتم تشغيل جميع الألعاب التي يتم تشغيلها من نوع 16 بت على إصدارات 32 بت الحديثة من ويندوز ولكن ليس على ويندوز 64 بت. انتهى دعم كافة إصدارات حزم مايكروسوفت للترفية في 31 يناير 2003.
في نسخ الكود المصدري لـ ويندوز إن تي 4.0 وويندوز 2000 التي تم تسريبها في عام 2004، هناك إصدارات 32 بت من Cruel وGolf وPegged وReversi وSnake (Rattler Race) وTaipei وTicTactics. ومع ذلك، تمتلك FreeCell وكانسة الألغام (ويندوز) إصدارات 32 بت رسمية مجمعة حتى مع الإصدارات القديمة من ويندوز إن تي. مطورو الألعاب الأصليون لبعض الألعاب مثل سكي فري، TriPeaks، وWordZap يقدمون الآن إصدارات 32 بت. قام مطورو الطرف الثالث أيضًا بإنشاء نسخ مجانية 32 بت من Klotski، TetraVex، Rodent 's Revenge، Tetris، Taipei.

## استقبال
أشارت ديجيتال تريندس إلى أن «بالنسبة للكثيرين، فإن الألعاب البسيطة والممتعة الموجودة في حزم مايكروسوفت قدمت أول تجربة لألعاب الكمبيوتر الشخصي المبكرة وكانت بمثابة بوابة إلى الكلاسيكيات الأكثر تعقيدًا.» وصفت شركة بي سي وورلد الحزمة بأنها «مضيعة للوقت».

## روابط خارجية
- Microsoft Entertainment Pack series على موبي غيمز